# Margarites olivaceus
Margarites olivaceus, common name the eastern olive margarite, là một loài ốc biển, là động vật thân mềm chân bụng sống ở biển thuộc họ Margaritidae, họ ốc xà cừ.

## Hình ảnh

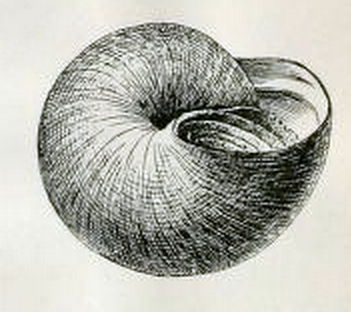